# رومن روچی
رومن روچی (انگلیسی: Romain Rocchi؛ زادهٔ ۲ اکتبر ۱۹۸۱) بازیکن فوتبال اهل فرانسه است.
از باشگاه‌هایی که در آن بازی کرده‌است می‌توان به باشگاه فوتبال پاری سن ژرمن، باشگاه فوتبال کن، باشگاه فوتبال باستیا، باشگاه فوتبال هاپوئل تل آویو، باشگاه فوتبال آژاکسیو، و باشگاه فوتبال متس اشاره کرد.